# Dicranomyia fortis
Dicranomyia fortis är en tvåvingeart som beskrevs av Enrico Adelelmo Brunetti 1912. Dicranomyia fortis ingår i släktet Dicranomyia och familjen småharkrankar. Inga underarter finns listade i Catalogue of Life.